# Xanthorhiza simplicissima

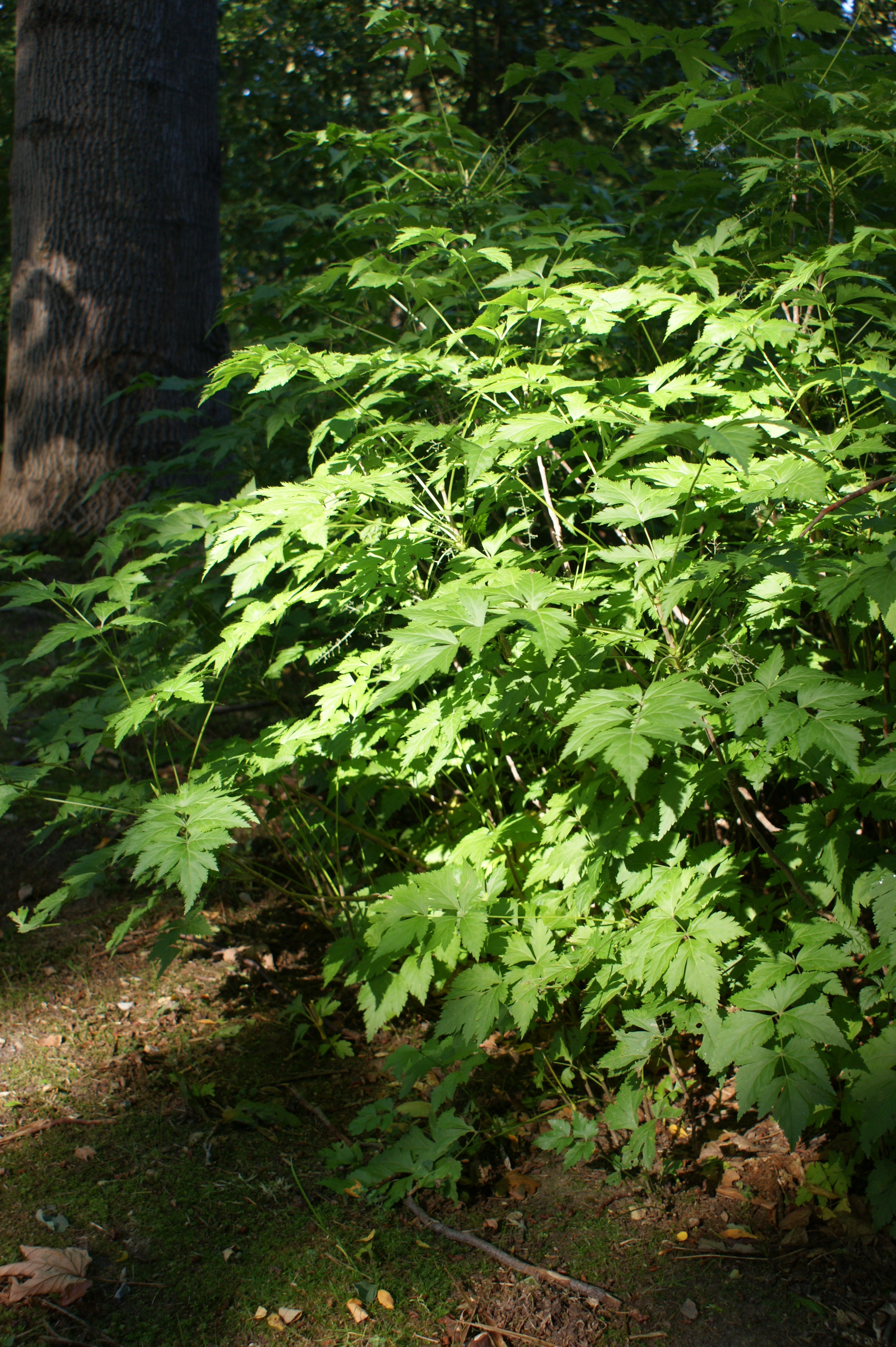
Vista de la planta

Xanthorhiza simplicissima es la única especie del género Xanthorhiza y una de las pocas de la familia Ranunculaceae con tallo leñoso, al igual que Clematis. Es nativa del este de Estados Unidos.

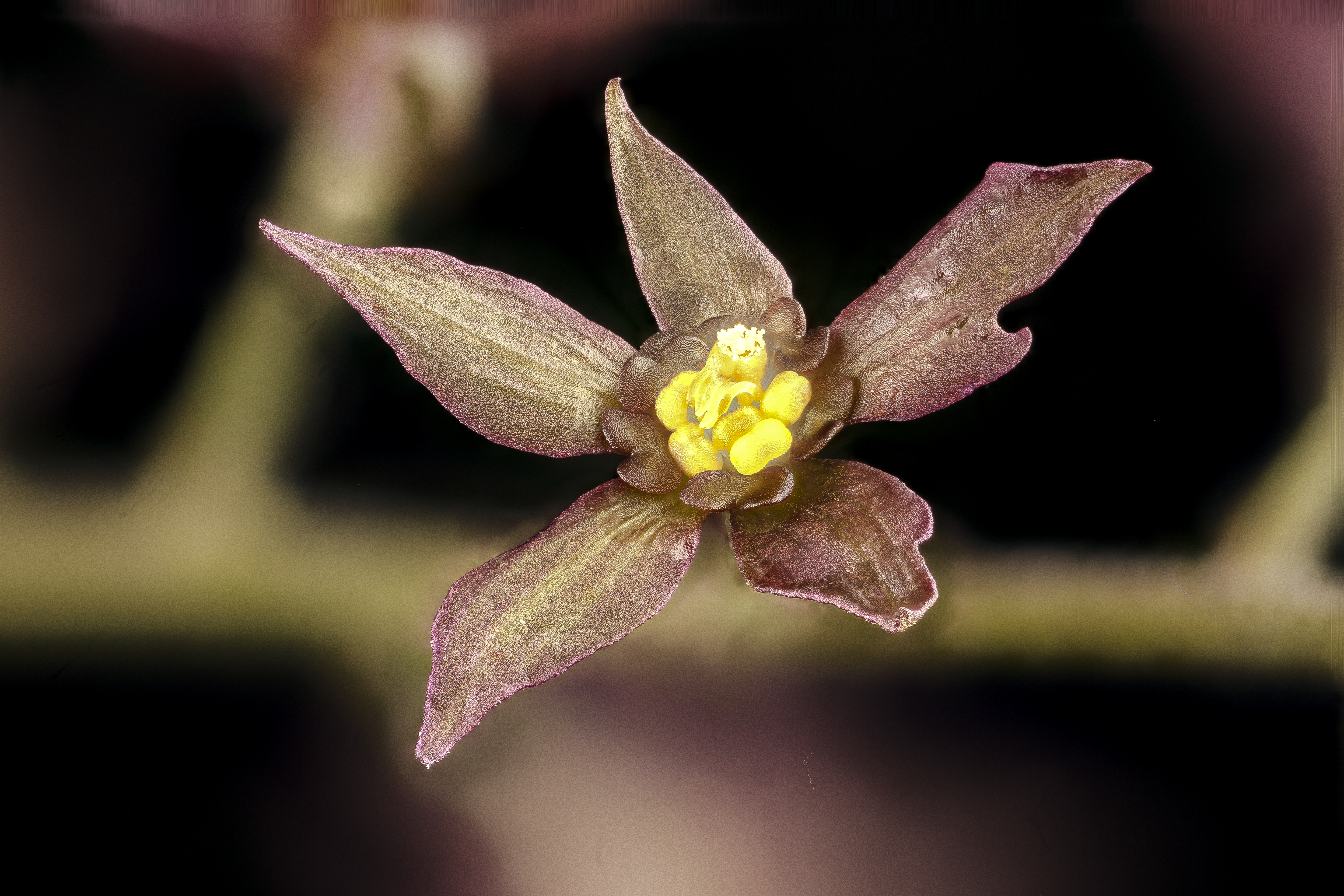
Flor

## Descripción
Es un subarbusto caducifolio cuya altura oscila entre los 20-70 cm (raramente alcanza los 90 cm). Los tallos, no ramificados, tienen unos 6 mm de diámetro, de corteza lisa —de color amarillo brillante en la parte interna lo mismo que las raíces—, y marcada por las cicatrices de las hojas que va perdiendo. Las hojas, de color bronce intenso de jóvenes, se disponen en espiral, reunidas casi en el ápice; miden entre 10-18 cm de largo, pinnadas, cada una dividida en 3 o 5 Folíolos sésiles o con un peciolo corto y márgenes dentados.  La inflorescencia surge de entre el grupo foliar en forma de panícula de 6 a 21 cm de diámetro con pequeñas flores (3-4 mm) en forma de estrella; cinco pétalos con nectarios bilobulados y sépalos abiertos acuminados de color marrón rojizo a marrón púrpura.
Se propaga asexualmente mediante muchas raicillas subterráneas, y se reproduce sexualmente por semillas.

## Distribución y hábitat
Es nativa de la región oriental de Estados Unidos desde Maine hacia el sur, hasta el norte de Florida, el oeste de Ohio y el este de Texas.
Su hábitat natural son bosques húmedos y riberas de arroyos bajo el dosel arbóreo que filtra la luz del sol. Aunque en cultivo, a menudo cuenta con más luz solar por lo que los colores son más vivos.

## Cultivo y usos
Se cultiva en jardinería como cubresuelos por su rápido hábito de propagación, resistencia y el colorido de hojas y flores.
Los nativos americanos la utilizaban para producir un tinte de color amarillo.
También la utilizaban en la medicina tradicional en infusión para tratar las úlceras en la boca y para el tratamiento de diversas enfermedades de la piel. Según Foster & Duque (1998), la planta contiene berberina. Se ha utilizado para adulterar o sustituir preparados de Hydrastis canadensis. 
Puede ser tóxica en dosis altas.

## Taxonomía
Xanthorhiza simplicissima fue descrita por Humphrey Marshall y publicado en Arbustrum Americanum 168–169. 1785.
Sinonimia
- Xanthorhiza apiifolia L'Hér.[6]

### Etimología
El nombre del género deriva del color de las raíces (xantho = "amarillo" y rhiza= "raíz"). El epíteto hace referencia a la ausencia de ramificación.